# Conferentie van Bloemfontein
De Conferentie van Bloemfontein vond plaats in Bloemfontein, de hoofdstad van Oranje Vrijstaat, van 31 mei tot 5 juni 1899.

## De conferentie
De conferentie was opgezet door staatspresident van de Oranje Vrijstaat, Martinus Theunis Steyn, om te voorkomen dat de spanningen tussen de Zuid-Afrikaansche Republiek (Transvaal) en het Verenigd Koninkrijk tot oorlog zouden leiden. Hij nodigde staatspresident van Transvaal Paul Kruger en gouverneur van de Kaapkolonie Sir Alfred Milner uit voor een ontmoeting in zijn hoofdstad.
De conferentie behandelde de status van de uitlanders in de Transvaal, maar de eisen van Milner waren zo gortig dat de conferentie gedoemd was te mislukken. Op 5 juni beëindigde Milner de onderhandelingen en werd oorlog een kwestie van tijd.
Op 11 oktober 1899 brak de Tweede Boerenoorlog uit.